# Xavier Naidoo
Xavier Kurt Naidoo (n. 2 octombrie 1971, Mannheim, RFG), cunoscut și după numele său de scenă Kobra, este un cantautor german ce abordează stilurile Soul și R&B și un actor de ocazie.

## Carieră
Născut și crescut în Mannheim, Naidoo a avut câteva locuri de muncă în gastronomie și în industria muzicală înainte să se mute în Statele Unite, în 1990, unde și-a lansat primul său album integral în limba engleză „Seeing Is Believing” sub nume său de scenă Kobra, în 1994. Momentan, locuiește în țara sa natală, Germania.
După ce a fost backing vocalist pentru Rödelheim Hartreim Projekt și alte trupe, Xavier și-a lansat primul său album în limba germană „Nicht von dieser Welt”, în 1998, unde a și câștigat ECHO Award și MTV Europe Music Award. Vânzând peste un milion de copii în total, a produs șase single-uri, printre care „Seine Straßen și „Sie sieht mich nicht”, ultimul fiind folosit ca și temă muzicală pentru „Astérix & Obélix Take on Caesar” (1999). După mediatizata sa plecare din trupa 3P, și-a lansat al treilea său album „Zwischenspiel – Alles für den Herrn”. A fost cotat în Top 5 melodii de către topurile muzicale "Wo willst du hin?" și "Abschied nehmen", ceea ce a dus la o colaborare cu RZA, membru și producător al Wu-Tang Clan, cu care a și lansat primul său single care a atins locul unu în topuri.
Cunoscut pentru vocea sa cu inflexiuni soul și pentru versurile cu mesaj creștin, a colaborat cu ceva artiști cunoscuți: Deborah Cox și cu artista elvețiană Stress. A fost component al trupei Söhne Mannheims („Fii orașului Mannheim”) înainte să devină faimos, iar, după ce popularitatea sa a crescut, s-a întors în trupă pentru a-i ajuta să devină și ei faimoși. Astăzi, Xavier face un du-te-vino între înregistrarea noului său album și mersul în turnee cu Söhne Mannheims. A intrat și în grupuri cum ar fi  Brothers Keepers și caritate, Signs of the Times (Semnele Timpului), în 2013.
În 2012, a colaborat cu Xavas, un duo printre care se află și Kool Savas, un rapper de origine turco-gemanică.
În 2013, a lansat colaborarea „Eye Opener”, produsă de Kris Menace.

## Viața personală
Tatăl său este din Africa de Sud și este jumătate indian-jumătate german. Mama sa este tot din Africa de Sud, dar are rădăcini irlandeze.

## Viața politică
Xavier Naidoo este un adept al teoriilor conspirației în ceea ce privește atacurile teroriste din 11 septembrie 2001.

## Spiritualitate și religie
Muzica sa a conținut o ideologie utopică, panteistă, cu privire la opiniile sale politice. Deși ia drept model creștinismul, islamul și rastafarianismul, se concentrează și preia ad-literam Vechiul Testament, fiind ca un profet ce prevestește apocalipsa. 

## Discografie
| - Seeing Is Believing (1993) - Nicht von dieser Welt (1998) - Zwischenspiel / Alles für den Herrn (2002) - Telegramm für X (2005) - Alles kann besser werden (2009) - Mordsmusik (2013) (ca și Der Xer) - Bei meiner Seele (2013) - Tanzmusik (Xavier lebt hier nicht mehr) (2014) (ca și Der Xer) | - Live (1999) - Alles Gute vor uns (2003) - Wettsingen in Schwetzingen - MTV Unplugged (2008) - Alles kann besser werden - Live in Oberhausen (2010) |

## Filmografie
- Tatort - Die kleine Zeugin (TV, 2000)
- Auf Herz und Nieren (2001)

### Musicaluri
- Human Pacific (1995)
- People (1998)

## Premii
- 1999: MTV Europe Music Award - "Best German Act"
- 2000: ECHO - "Best National Male Artist - Rock/Pop"
- 2002: Goldene Stimmgabel
- 2002: Comet - "Best Act National"
- 2002: MTV Europe Music Award - "Best German Act"
- 2004: Amadeus Award - "Record of The Year" for "Ich kenne nichts (Das so schön ist wie Du)"
- 2006: Goldene Kamera - "Pop National"
- 2006: ECHO - "Best National Male Artist - Rock/Pop"
- 2014: Das Goldene Brett vorm Kopf